# Bjørk Nørremark
Bjørk Kjellmann Nørremark (født 25. september 2002) er en dansk para-atlet med speciale i længdespring og løb. Hun er født uden venstre hånd.

## Karriere
Nørremark repræsenterede Danmark ved Paralympiske Sommerlege 2024 og vandt en bronzemedalje i længdespring T47.